# Al Roges
Albert Andreu Roges, detto Al (25 ottobre 1930 – Los Angeles, 23 febbraio 2009), è stato un cestista statunitense, professionista nella NBA.